# 第九十四号命令
第九十四号命令或称中国东省铁路公司局长命令九十四号，又称九四命令 。 该命令于1925年4月9日由中国东省铁路公司局长伊万诺夫发布，他是苏联派遣的共产党员。中国东省铁路公司基于1924年奉俄协定由中苏联合经营中东鉄路而组成 。根据《奉俄协定》，铁路局长的权力由董事会决定，但伊万诺夫无视董事会，自行发布该命令。中华民国方面认为这属于越权行为，表示强烈反对 。

## 内容
九四命令的内容是敦促白俄移民取得苏联国籍或中華民國國籍，如果没有获得，他们将被要求辞去工作。
中华民国的中东铁路临时督办代表吕荣衮对苏联方的中东铁道副董事长波热耶夫提出质疑，说他不是在为白俄辩护，但铁路系统中的很多重要职务是白俄移民（这样做未免操之过急）；并且有白俄移民因为是中华民国国籍而被解雇了；而且局长以经济原因解雇了中华民国雇员，却增加了苏联雇员的数量。